# Demi d'ouverture (rugby à sept)
Pour les articles homonymes, voir Demi d'ouverture.
Au rugby à sept, le demi d'ouverture  (numéro 5 ou poste 5, en anglais : fly-half) est l'un des sept postes habituels d'une équipe. Avec le demi de mêlée, il est l'un des deux joueurs composant la « charnière », qui relie les avants aux arrières.

## Description du poste
En rugby à sept, le demi d'ouverture, nommé également poste 5 ou numéro 5, occupe un rôle de relayeur et lance les attaques après les phases statiques. En défense, il prend généralement le rôle de l'arrière (en rugby à XV) et donne des indications aux joueurs devant lui. Lors des phases d'attaque, il n'y a plus vraiment de poste, le but étant de faire vivre le ballon le plus rapidement possible tout en étant précis,.
Avec le demi de mêlée, il forme la « charnière » qui fait le lien entre les avants et les arrières. Les deux joueurs peuvent interchanger leur rôle au cours d'un match. Ces deux joueurs s'occupent également du jeu au pied, c'est-à-dire d'effectuer les renvois et de tirer les transformations en drop,.

## Joueurs emblématiques
Voici une liste, non-exhaustive, de quelques joueurs évoluant au poste de demi d'ouverture :
- Cecil Afrika
- Ben Gollings
- Nathan Hirayama
- Tim Mikkelson
- Stephen Parez
- Waisale Serevi
- James Stannard